# Germignaga
Germignaga är en ort och kommun i provinsen Varese i regionen Lombardiet i Italien. Kommunen hade 3 954 invånare (2018).